# 望廈體育中心
望廈體育中心（葡萄牙文：Centro Desportivo Mong-Há，英文：Mong-Ha Sports Center ），原名望廈體育館。位於澳門俾利喇街及馬交石斜坡交界，為澳門第一個公眾室內體育館，於1983年2月26日正式落成啟用。
望廈體育館於2011年9月18日最後開放，翌日轉交工務部門進行拆卸及重建工作。2020年3月10日更名為「望廈體育中心」，2021年6月落成並在同年12月2日對外開放。

## 歷史
原址原是陸軍球場，場內除擁有一個眞草足球場外，四周有泥沙地質的田徑跑道環繞，場邊亦設有軍人作體能及戰爭技術訓練的設備。主要供駐澳葡國軍隊，用以訓練軍人，或借予體育團體及學校練習及比賽之用。
1979年10月22日林茂塘木屋區大火，澳葡政府在望廈陸軍球場設置臨時收容所安置數千火災居民。數年後，收容所改建為望廈平民新邨。而陸軍球場部分地段則在1980年代興建望廈體育館，並於1983年2月26日落成啟用，成為澳門第一個公眾室內體育館。
1993年，澳門理工學院體育學校遷入體育館教學。直至2005年，澳門理工學院體育館啟用後遷出。
望廈體育館曾被用作暑期活動報名處、澳門立法會選舉投票站等等。

### 重建工程
體育館重建計劃於2004年首次提出。直至2010年7月2日，澳門政府體育發展局、建設發展辦公室、土地工務運輸局及房屋局舉行聯合記者會，宣布啟動望廈社屋二期重建計劃。望廈體育館也一併拆卸重建，重建後將為一座五層高的綜合體育場館，面積將會比現時增大5倍，而位置會遷移至黑沙環斜路一側。
2011年6月，重建工程與望廈社屋二期工程一併公開招標。
2011年7月15日，重建工程與望廈社屋二期工程進行公開開標，共有16間公司遞交標書文件。工程不設底價，最長施工期為840天，其中體育館地庫結構不多於首270日。經開標程序後，全部標書獲接納，但其中3間公司需要在限期內補交文件。工程造價由澳門幣685,453,030.66至796,125,000.00，工期由830天至840天。
2011年9月19日，體育館正式關閉並轉交工務部門進行重建工作。
2011年11月21日，配合拆卸工程，原“慕拉士馬路／望廈”站及“八達新村”站，並於望廈社屋重建一期望善樓增設臨時巴士站，後期改為永久措施。
後來體育館重建工程因政府與工程總承建商因地庫建造工程爆出官司糾紛，導致其屬下分判商離場，使工程在開挖地庫結構後便停工。及後政府與工程承建商達成和解及解約，並於2016年收回地盤及為工程重新展出招標程序。
2017年2月，新工程承建商進駐工地，標誌重建工程重新啟動。工程預計2020年完工並啟用。
2018年10月30日，澳門特別行政區終審法院就得寶建築集團有限公司以及得寶國際有限公司針對行政長官2016年11月29日的批示提起撤銷性司法上訴，該批示將「望廈社會房屋建造工程—第二期暨望廈體育館重建工程」判給了振華海灣工程有限公司和成龍工程有限公司組成的合營體。中級法院合議庭指出，在評標中分別排名第一和第三的合營體，其成員中有兩間公司的股東及董事為同一人，而且此人簽署了上述兩個合營體的兩份標書，這種情況擾亂了正常競爭條件，因此必須淘汰這兩份標書，基於此，裁定司法上訴勝訴，撤銷了被上訴行為。行政長官不服，向終審法院提起司法裁判的上訴，其後政府一方上訴得直，判投標人敗訴。
2020年3月9日，特區政府公報刊登《第25/2020號社會文化司司長批示》，由原來名為「望廈體育館」更名為「望廈體育中心」，公佈後翌日生效。
2021年3月4日，體育局代表出席北區社咨委平常會議，表示望廈體育中心於6月落成，並於2021年下旬啟用。
2021年12月2日，望廈體育中心重新對外開放。

### 社區疫苗接種站及核酸檢測站
2021年6月16日，新型冠狀病毒感染應變中心宣佈，於6月21日起徵用望廈體育中心作為2019冠狀病毒病社區疫苗接種站，接種疫苗種類為北京國藥集團滅活疫苗，初期每日提供1,000個接種名額，服務時間為上午10時至晚上7時。
2022年6月9日，衛生局疾病預防及控制中心傳染病防控處處長梁亦好指由於望廈疫苗接種站目前每日接種量不超過100人次，其他疫苗接種站亦有充足的預約額。為合理調配人力資源，宣佈位於該處一樓的大型社區疫苗接種站由6月13日起停止服務。
2022年12月14日，因應市民接種COVID-19疫苗需求增加，應變協調中心再度徵用該體育中心用作疫苗接種站，由衛生局與鏡湖醫院合作。大型社區疫苗接種站於當天下午3時起重新運作，提供12歲或以上人士接種單價／二價mRNA 疫苗（信使核糖核酸疫苗）服務；逢星期日及公眾假期暫停服務，核酸檢測站遷往3樓繼續運作。
2022年12月31日，配合最新防疫安排，位於一樓的疫苗接種站停止服務。
2022年6月19日，澳門爆發新一輪疫情，位於望廈體育中心一樓用作全民核酸檢測站；自2022年8月3日起，珠澳口岸恢復正常通關往來，該檢測站暫時獲保留，由國檢(澳門)有限公司營運，提供自費核酸檢測、免費核酸排查及重點人群檢測。2022年12月14日起因一樓用作疫苗接種站臨時遷往三樓運作，直至2023年1月初起停止運作。

### 公共停車場
2022年11月8日上午10時起，位於望廈體育中心地庫一至三層的““望廈體育中心停車場”啟用，合共提供264個輕型汽車及212個摩托車泊車位。

### 第十五屆全國運動會澳門賽區志願者活動中心
為配合2025年中華人民共和國第十五屆全國運動會舉行，政府於中心內設立澳門賽區志願者活動中心，於2023年3月12日舉行首輪的志願者導師培訓課程。

## 設施

### 望廈體育館時期
望廈體育館現設兩個室內體育館（A館及B館）和一個健身室。部分的功能房被用作澳門體育總會的辦公室。開放時間由早上7時至晚上23時。

### A館
設有450個座位，面積約598平方米。

### B館
設有500個座位，面積約670平方米。

### 健身室
面積約92平方米。

### 望廈體育中心
| 樓層分佈 | 5F    | 排球場                                   |
| 樓層分佈 | 4F    | 籃球場                                   |
| 樓層分佈 | 3F    | 五人足球場 ／壁球場                      |
| 樓層分佈 | 2F    | 羽毛球場／乒乓球室                       |
| 樓層分佈 | 1F    | 籃球場／排球場                           |
| 樓層分佈 | GF    | 接待處／上落客區／上落貨區／望廈巴士總站 |
| 樓層分佈 | B1-B3 | 望廈體育中心停車場                       |

## 鄰近公共交通運輸站
M32 望廈總站（Mong Há／Terminal）
路線：27、MT3
M33 俾利喇／望德樓（Xavier Pereira／Edf. Mong Tak）
路線：7、12、19、22

## 外部連結
- 澳門體育局望廈體育中心簡介